# Programa de qualificació professional inicial
Un programa de qualificació professional inicial (PQPI) és una alternativa formativa i laboral per a joves que no han assolit el títol de Graduat en Educació Secundària a Catalunya. Van substituir els programes de garantia social o PGS , estudis de formació professional i bàsica en 2 anys i un tercer és optatiu, però durant aquest últim, es realitzen pràctiques a empreses o centres de treball, durant un mes o dos. i van ser substituïts pel programa de formació i inserció (PFI). L'objectiu d'aquests programes és proporcionar una formació bàsica i professional que faciliti la incorporació al món laboral, o bé, facilitar la continuïtat d'un itinerari formatiu. Els destinataris d'aquest programa són joves d'entre 16 anys i 21 anys que no han assolit el títol de graduat en ESO. Excepcionalment poden incorporar-se alumnes de 15 anys.

## Contingut dels programes
- Mòduls A: mòduls formatius que doten a l'alumne d'unes competències específiques pròpies d'un perfil professional que atorguin una qualificació bàsica de nivell 1 reconeguda per l'Institut Català de les Qualificacions Professionals. Inclouen la formació en centres de treball (FCT)
- Mòduls B: mòduls formatius que ofereixen la recuperació i l'adquisició de coneixements i capacitats bàsiques, de caràcter general. Inclouen el suport tutorial i orientació professional.
- Mòduls C: mòduls formatius no obligatoris que es poden cursar paral·lelament o posteriorment a la finalització de curs. Inclouen tres àmbits: comunicació, socials, matemàtiques, ciència i tecnologia. Poden conduir al graduat en secundària.

## Durada
La durada dels mòduls obligatoris (A i B) és similar a un curs escolar: entre 800 i 1.000 hores. Els mòduls voluntaris (C) són d'un mínim de 175 hores.

## Tipologia dels programes
Poden trobar diferenciació del programes en funció de l'entitat que l'organitza:
- PTT (pla de transició al treball): Organitzats pel Departament d'Educació en col·laboració amb administracions locals. Es realitzen en els IES o en instal·lacions municipals.
- FIAP (formació i aprenentatge professional). Organitzats pel Departament d'Educació en col·laboració amb el SOC (Servei d'Ocupació de Catalunya). Es realitzen en els IES.
- PAQPI (programes autoritzats de qualificació professional). Organitzats per entitats o institucions autoritzats pel Departament d'Educació. Es realitzen en administracions locals, en centres docents o en establiments de formació.